# Билькино
Билькино — деревня в Тавдинском городском округе Свердловской области. Входит в состав Кошукского сельского совета.

## География
Населённый пункт расположен на правом берегу реки Тавда в 18 километрах на востоко-юго-восток от административного центра округа — города Тавда.

### Часовой пояс
Билькино как и вся Свердловская область, находится в часовой зоне МСК+2. Смещение применяемого времени относительно UTC составляет +5:00.

## Население
| 2002 | 2010 | 2021 |
| ---- | ---- | ---- |
| 25   | ↘20  | ↘10  |

## Улицы
В деревне расположена всего одна улица: Придорожная.